# Gabriel Meijer den yngre
Gabriel Meijer d.y., född 21 mars 1741, död  8 januari 1805 i Ovansjö socken, var skarprättare, soldat, glasförare och valackare. Han var son till skarprättaren Gabriel Meijer i Uppsala. Stamfadern Gabriel Alexandersson Meijer var skarprättare i Uppsala i slutet av 1600-talet. 
Meijer tillhörde resandefolket och levde ett kringresande liv. I december 1803 begärde han ut pass i Falun, med tillstånd att kastrera hästar i Södermanland och Västmanlands län. Han var fjärde generation skarprättare i släkten Meijer. Hans barnbarn, Alexander Meijer (1824-1887), var morfar till den kända kompositören Calle Jularbo.  Gabriel avled den 8 januari 1805 i Ovansjö socken, av ålderdom, på vilken plats han blev gravsatt två dagar senare.